# Aybar Zhaksylykov
Aybar Zhaksylykov (en kazajo: Айбар Болатұлы Жақсылықов; Balpyk Bi, 24 de julio de 1997) es un futbolista kazajo que juega en la demarcación de delantero para el F. C. Kaisar Kyzylorda de la Liga Premier de Kazajistán.

## Selección nacional
Hizo su debut con la selección absoluta el 11 de octubre de 2020 en un partido de la Liga de Naciones de la UEFA 2020-21 contra Albania que finalizó con un resultado de empate a cero.

## Clubes
| Club                   | País       | Año       | Partidos | Goles |
| ---------------------- | ---------- | --------- | -------- | ----- |
| F. C. Zhetysu          | Kazajistán | 2019-2021 | 59       | 16    |
| F. C. Tobol            | Kazajistán | 2022      | 32       | 6     |
| F. C. Ordabasy         | Kazajistán | 2023      | 22       | 2     |
| F. C. Kaisar Kyzylorda | Kazajistán | 2024-     | 26       | 7     |

## Palmarés

### Títulos nacionales
| Título                     | Club           | País       | Año  |
| -------------------------- | -------------- | ---------- | ---- |
| Supercopa de Kazajistán    | F. C. Tobol    | Kazajistán | 2022 |
| Liga Premier de Kazajistán | F. C. Ordabasy | Kazajistán | 2023 |